# Syzrań-2003
Syzrań-2003 (ros. «Сы́зрань-2003») – rosyjski klub piłkarski z miasta Syzrań w obwodzie samarskim.

## Historia
Klub został założony w 2003 roku i występował w rozgrywkach lokalnych.
W 2010 roku wygrał rozgrywki Ligi Amatorskiej w strefie nadwołżańskiej. Od tej pory występuje nieprzerwanie w Drugiej Dywizji, w grupie uralsko-nadwołżańskiej.